# ناد الکترونیکس
ناد الکترونیکس (انگلیسی: NAD Electronics) شرکت الکترونیک کانادایی است، که در سال ۱۹۷۲ تأسیس شد.